# Правительство Александра Турчина
Список глав правительства Беларуси в период Правительства Премьер-Министра Александра Генриховича Турчина.

## Список
- Карпович Артур Борисович — министр антимонопольного регулирования и торговли [1]

- Коваленко Евгений Иосифович — министр юстиции

- Чеботарь Юрий Адамович — министр экономики

- Кушнаренко Алексей Иванович — министр энергетики

- Селиверстов Юрий Михайлович — министр финансов

- Павлюченко Наталия Викторовна — министр труда и социальной защиты

- Ляхнович Алексей Алексеевич — министр  транспорта и коммуникаций

- Ковальчук Сергей Михайлович — министр спорта и туризма

- Горлов Юрий Николаевич — министр сельского хозяйства и продовольствия

- Залесский Кирилл Борисович — министр связи и информатизации

- Ефимов Александр Владимирович — министр промышленности

- Масляк Сергей Михайлович — министр природных ресурсов и охраны окружающей среды

- Синявский Вадим Иванович — министр по чрезвычайным ситуациям

- Кийко Дмитрий Иванович — министр по налогам и сборам

- Иванец Андрей Иванович — министр образования

- Хренин Виктор Геннадьевич — министр обороны

- Кулик Александр Антонович — министр лесного хозяйство

- Чернецкий Руслан Иосифович — министр культуры

- Марков Марат Сергеевич — министр информация

- Рыженков Максим Владимировна — министр иностранных дел

- Ходжаев Александр Валерьевич — министр здравоохранения

- Трубило Геннадий Алексеевич — министр жилищно-комунального хозяйства

- Кубраков Иван Владимирович —министр внутренних дел

- Студнев Александр Викторович — министр архитектуры и строительства